# Santa Rosa de Calchines
Santa Rosa is een plaats in het Argentijnse bestuurlijke gebied Garay in de provincie Santa Fe. De plaats telt 5.629 inwoners.